# Astranthium
Astranthium é um género botânico pertencente à família Asteraceae.